# Miyana moluccana
Miyana moluccana är en fjärilsart som beskrevs av Felder 1860. Miyana moluccana ingår i släktet Miyana och familjen praktfjärilar. Inga underarter finns listade i Catalogue of Life.

## Bildgalleri

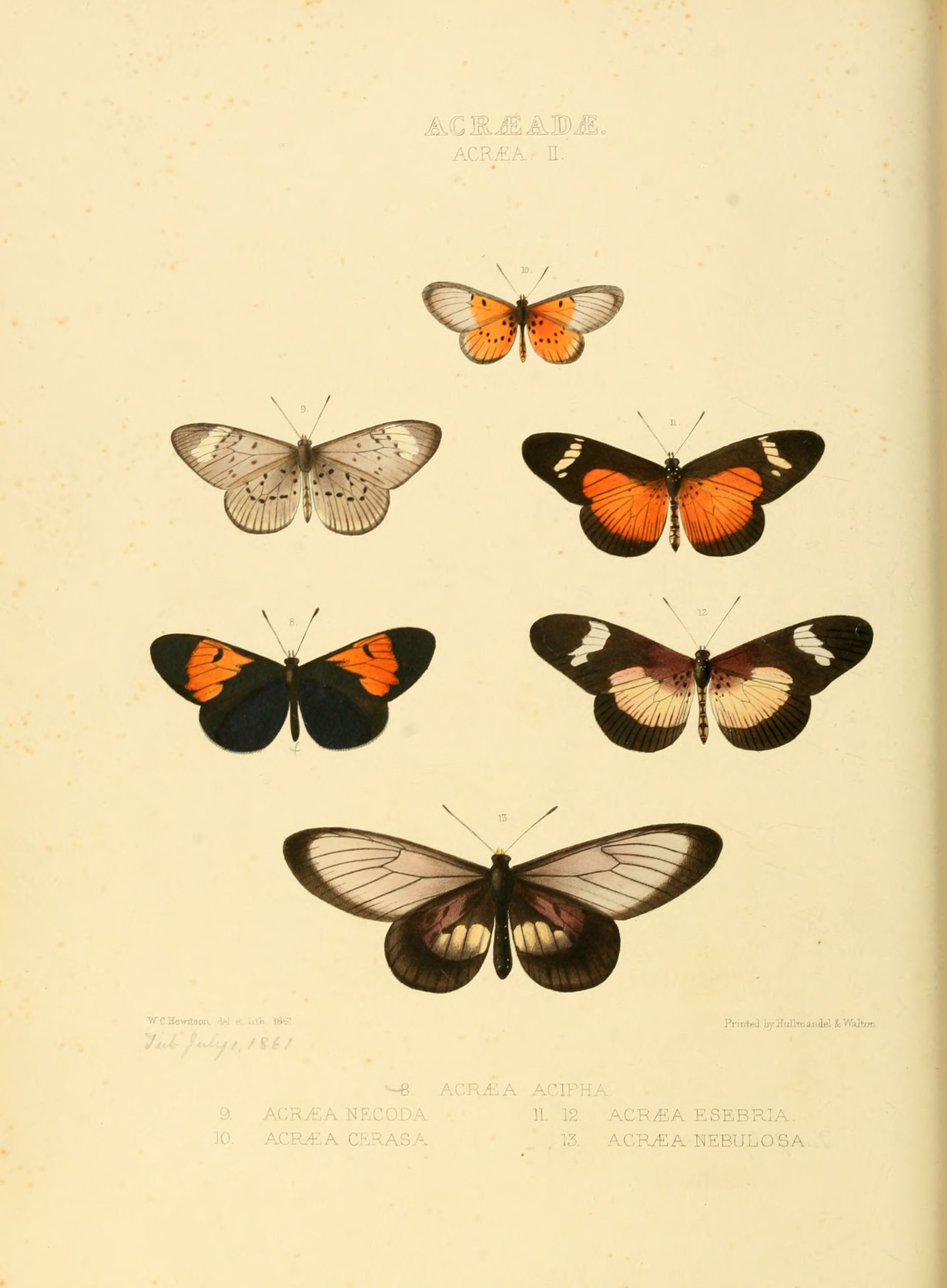
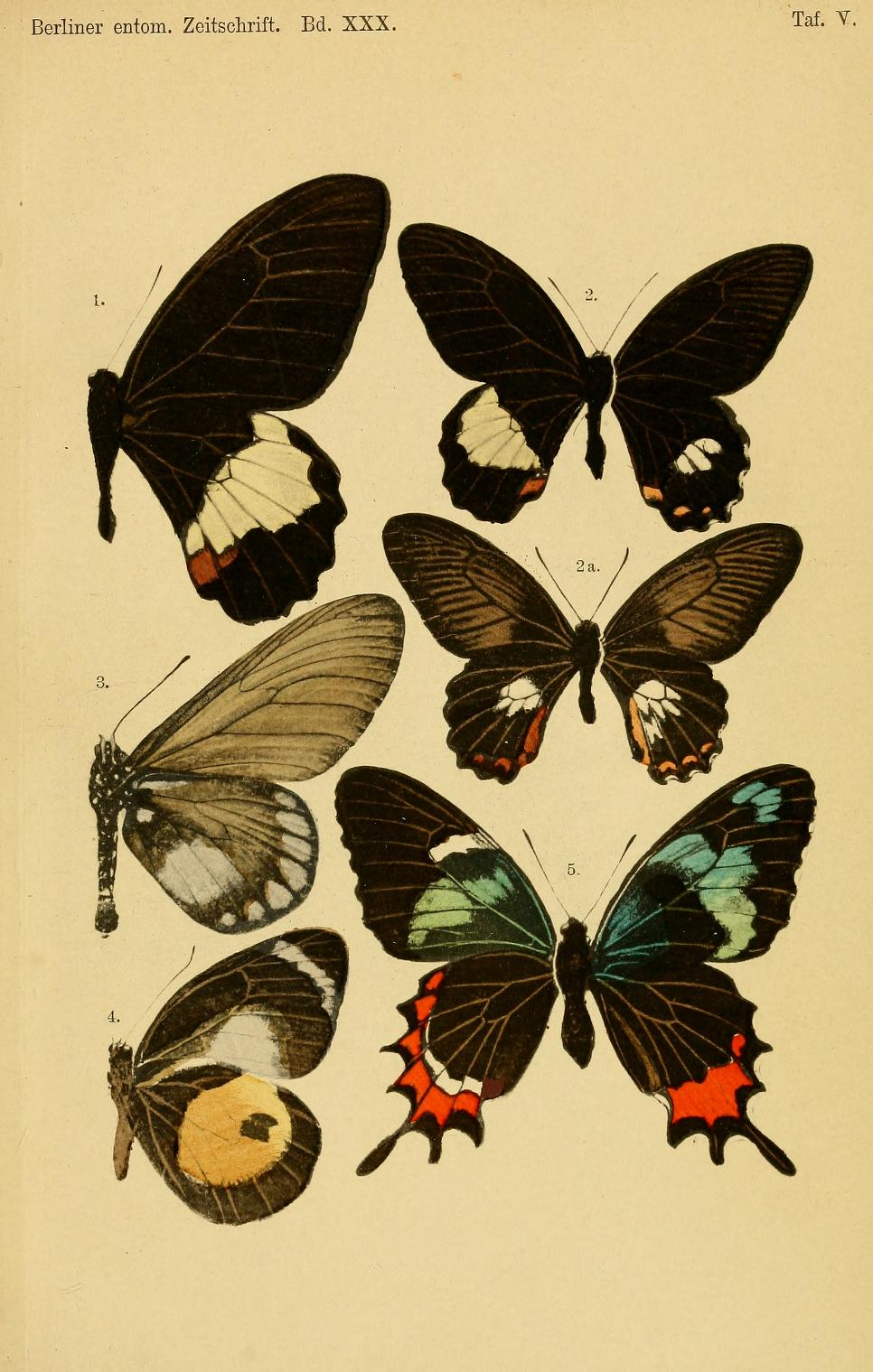